# تریسی دایسن
تریسی کالدول دایسن (به انگلیسی: Tracy Caldwell Dyson) (زادهٔ ۱۴ اوت ۱۹۶۹ در آرکادیا، کالیفرنیا)، شیمیدان و فضانورد زن آمریکایی است.
وی دکترای خود را از دانشگاه کالیفرنیا در دیویس در رشتهٔ شیمی-فیزیک در سال ۱۹۹۷ دریافت نمود.
تریسی کالدول دایسن در اوت ۲۰۰۷ به‌عنوان کارشناس مأموریت اس‌تی‌اس-۱۱۸ فضاپیمای شاتل اندور به فضا رفت، و از ۴ آوریل تا ۲۵ سپتامبر ۲۰۱۰ بخشی از اردوهای ۲۳ و ۲۴ ایستگاه فضایی بین‌المللی بود. وی در طول فعالیت‌های فضایی خود ۳ راهپیمایی فضایی را به انجام رساند که روی هم رفته ۲۲ ساعت به‌طول انجامیدند.

## فعالیت‌های دانشگاهی
تریسی کالدول در طی دوران تحصیلات کارشناسی در دانشگاه ایالتی کالیفرنیا در فولرتون بر روی طراحی و ساخت دستگاه‌ها و قطعات الکترونیکی مربوط به یونیزاسیون لیزر و اسپکترومتر جرمی کار کرد که کاربردشان در پژوهش‌های شیمی گازهای فازی مربوط به اتمسفر است.
وی همچنین در دفتر ایمنی آموزش و پژوهش، به‌عنوان دستیار آزمایشگاه بر محیط‌های آزمایشگاهی که با مواد شیمیایی خطرناک و رادیواکتیو سروکار دارند نظارت داشت، و دستیار تنظیم ابزار آزمایشی و پردازش و دفع پسماندهای شیمیایی و رادیواکتیو بود. در همین دوران علاوه بر کار در محیط دانشگاه، در شرکت ساختمانی پدرش به‌عنوان دستیار برق‌کار به کار مشغول بود.
در دورهٔ کارشناسی ارشد و دکترا در دانشگاه کالیفرنیا در دیویس، با استفاده از تکنیک‌های طیف‌بینی الکترونی و طیف‌سنجی جرمی با تبدیل فوریه به پژوهش دربارهٔ کنش‌های سطحی در ابعاد مولکولی و بررسی سینتیک سطحی فلزات پرداخت. طراحی و ساخت ابزار و قطعات جانبی برای یک دستگاه میکروسکوپ تونلی روبشی با دمای متغیر و خلأ بالا از دیگر فعالیت‌های وی در این دوران بود. در کنار فعالیت‌های پژوهشی، وی آموزش کلاس آزمایشگاه شیمی عمومی را نیز عهده‌دار بود.
تریسی کالدول در سال ۱۹۹۷ پس از دریافت بورس فوق دکترا برای پژوهش در علوم محیط‌زیست، به دانشگاه کالیفرنیا در ارواین رفت و به پژوهش درزمینهٔ شیمی اتمسفری ادامه داد. در این دوره، وی چندین مقاله در کنفرانس‌ها و ژورنال‌های علمی منتشر کرد.

## کار در ناسا

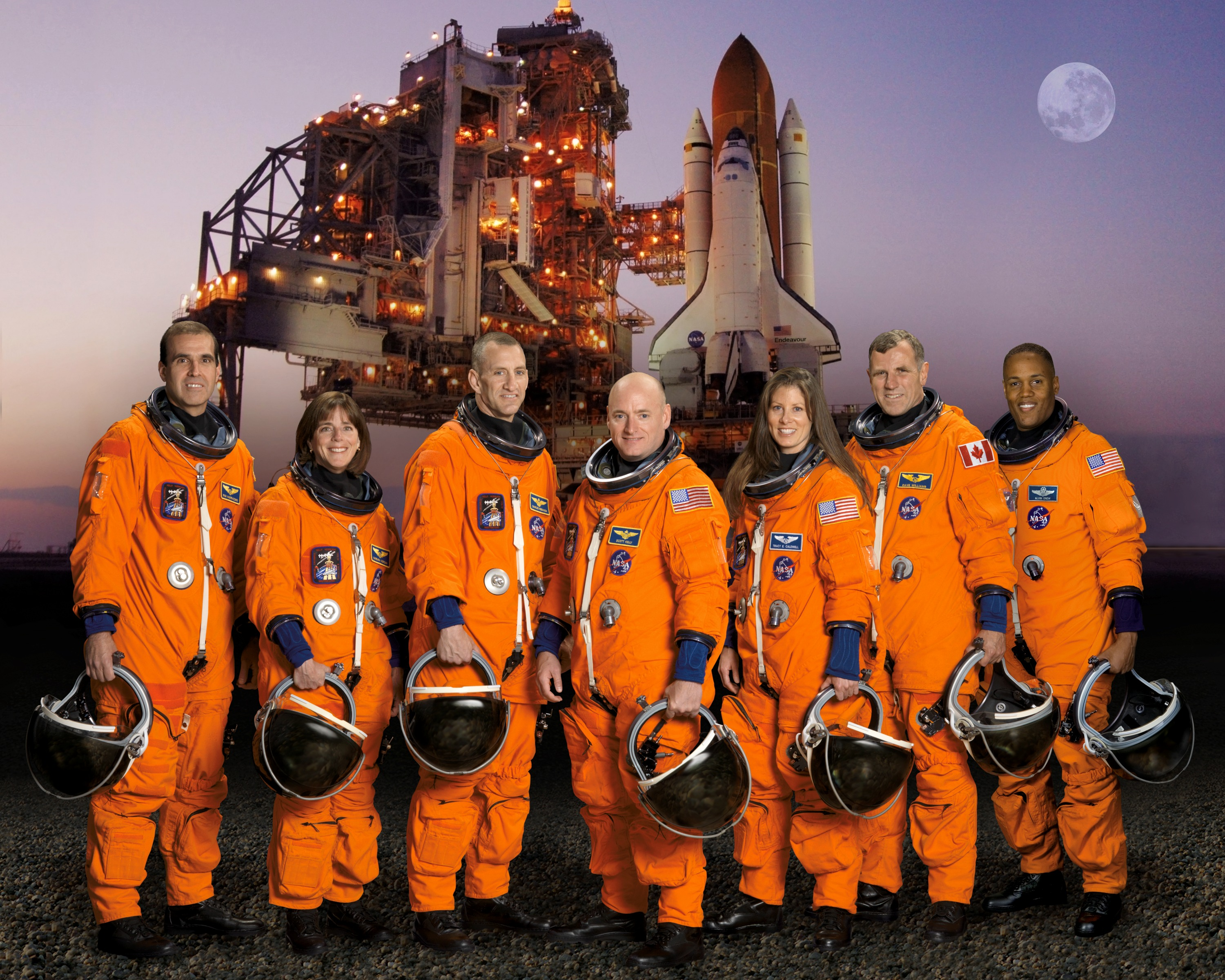
تریسی کالدول دایسن نفر سوم از سمت راست در کنار دیگر فضانوردان مأموریت اس‌تی‌اس-۱۱۸ فضاپیمای اندور

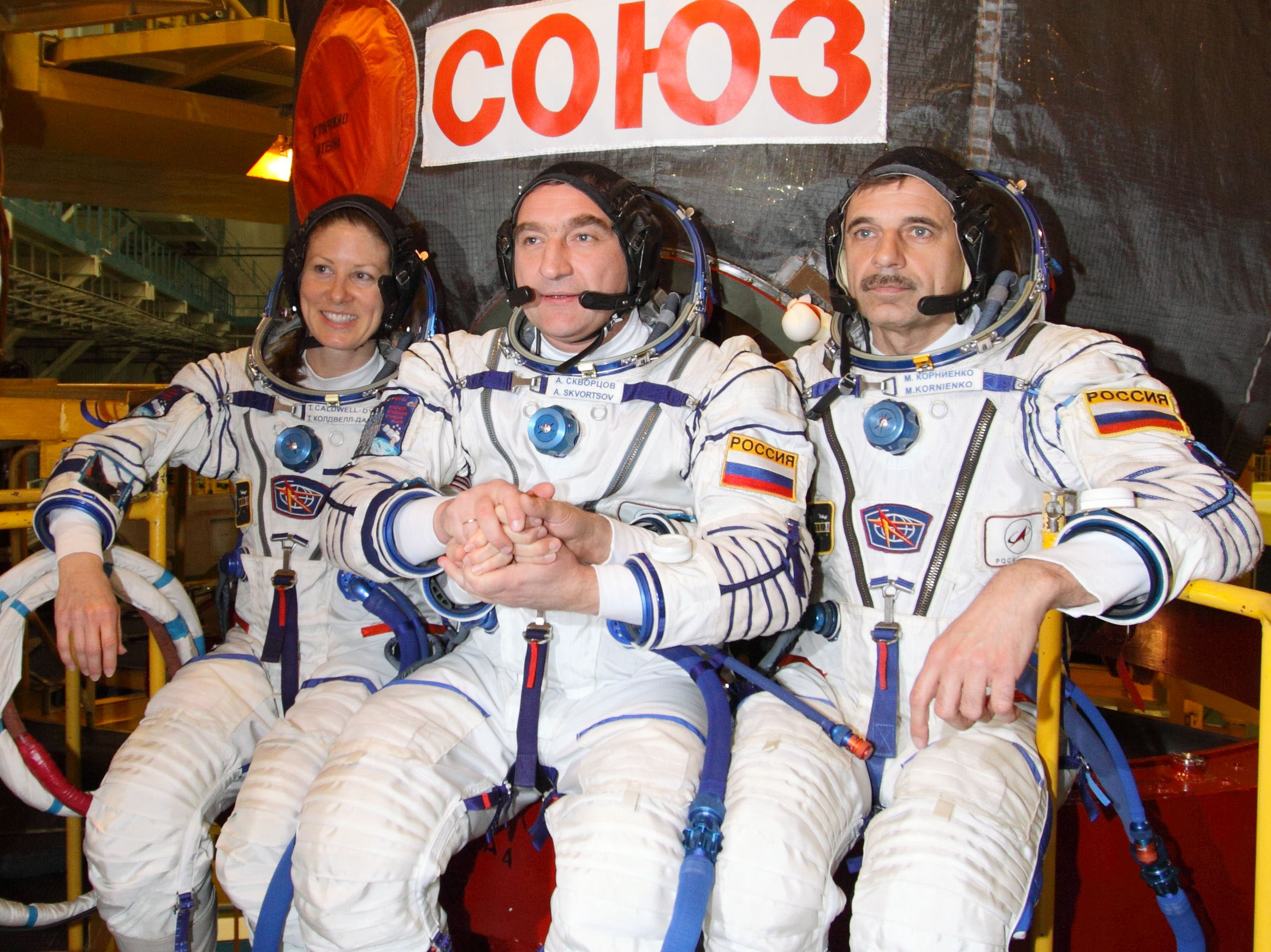
تریسی کالدول دایسن در کنار دیگر کیهان‌نوردان مأموریت سایوز تی‌ام‌ای-۱۸

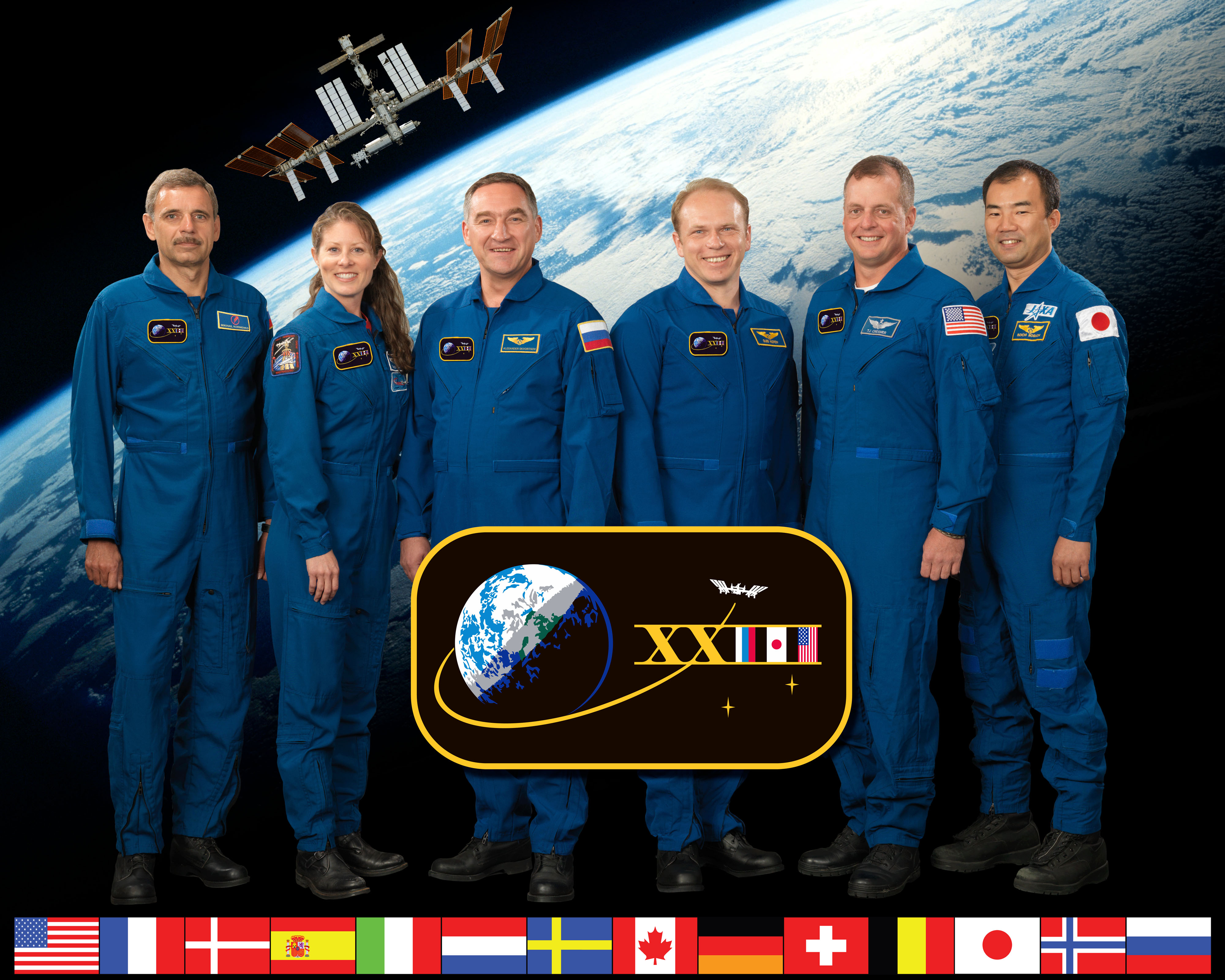
تریسی کالدول دایسن در کنار دیگر فضانوردان اردوی ۲۳ ایستگاه فضایی بین‌المللی

### آغاز حرفهٔ فضانوردی
تریسی کالدول در ماه ژوئن سال ۱۹۹۸ به‌عنوان کاندید فضانوردی در ناسا پذیرفته شد و در اوت همان سال آموزش‌های فضانوردی را آغاز کرد. این آموزش‌ها شامل دوره‌های آشنایی و بازدید از مراکز ناسا، دوره‌های کوتاه مدت علمی و فنی، دوره‌های فشرده آشنایی با سیستم‌های فضاپیماهای شاتل و سامانه‌های ایستگاه فضایی بین‌المللی، آموزش‌های فیزیولوژیکی، دوره‌های تئوری پرواز با هواپیمای آموزشی تی-۳۸ و نهایتاً دوره‌های استقامت و تمرین زنده ماندن در صورت فرود در مناطق دورافتاده بود. او پس از پایان این دوره‌ها، آماده اعزام به فضا به‌عنوان کارشناس مأموریت شد.

### مسئولیت‌های پشتیبانی
در سال ۱۹۹۹، او در نقش هماهنگ‌کننده به روسیه رفت تا در آزمایش و یکپارچه‌سازی سامانه‌های سخت‌افزاری و نرم‌افزاری روسیه و آمریکا — که برای ایستگاه فضایی بین‌المللی ساخته شده‌بودند — همکاری کند. در سال ۲۰۰۰ به‌عنوان فضانورد پشتیبان برای فضانوردان اردوی ۵ ایستگاه فضایی بین‌المللی انتخاب شد و به‌عنوان نمایندهٔ آن‌ها در تمام مسائل عملیاتی، فنی و آموزشی خدمت کرد.
تریسی دایسون در طول اردوهای ۴ تا ۶ ایستگاه فضایی بین‌المللی به‌عنوان «کپ‌کام» (مسئول ارتباط رادیویی با فضاپیما در ایستگاه زمینی) انجام وظیفه نمود و در طول اردوی ۱۱ مدیریت تیم کپ‌کام را برعهده داشت. در سال ۲۰۰۳ به شاخهٔ عملیات فضانوردان شاتل منتقل شد و به‌عنوان پشتیبان عملیات در پرواز و فرود شاتل‌ها در پایگاه فضایی کندی به کار گماشته شد.

### پروازهای فضایی
نخستین پرواز فضایی تریسی کالدول از ۸ تا ۲۱ ماه اوت سال ۲۰۰۷ (۱۷ تا ۳۰ مرداد ۱۳۸۶) در مأموریت اس‌تی‌اس-۱۱۸ در نقش کارشناس مأموریت با فضاپیمای شاتل اندور انجام شد. در این مأموریت، فضانوردان با موفقیت بخش جدیدی به سازهٔ خرپایی ایستگاه افزودند، یک دستگاه ژیروسکوپ و یک سکوی قطعات یدکی جدید نیز روی ایستگاه نصب کردند. همچنین سامانه جدیدی راه‌اندازی شد که به کمک آن فضاپیماهای شاتل می‌توانند از نیروی برق ایستگاه استفاده کرده، طول مأموریت‌های خود را افزایش دهند. در این مأموریت، شاتل اندور حدود ۵۰۰۰ پوند بار شامل دستگاه‌های جدید و مواد مصرفی به ایستگاه منتقل کرد و در مقابل حدود ۴۰۰۰ پوند سخت‌افزار بدون استفاده را از ایستگاه به زمین بازگرداند. روی‌هم‌رفته چهار راهپیمایی فضایی توسط سه فضانورد ازجمله تریسی کالدول در مأموریت اس‌تی‌اس-۱۱۸ همه با موفقیت به انجام رسید. تریسی کالدول در طول این مأموریت، تولد ۳۸سالگی خود را نیز در مدار زمین جشن گرفت.
در ۴ آوریل ۲۰۱۰ (۱۵ فروردین ۱۳۸۹)، تریسی کالدول به‌همراه دو کیهان‌نورد روسی برای ملحق شدن به اردوی ۲۳ ایستگاه فضایی بین‌المللی با فضاپیمای سایوز تی‌ام‌ای-۱۸ از پایگاه فضایی بایکونور به ایستگاه فضایی بین‌المللی رفت. وی پس از ارودی ۲۳ به کارگروه اردوی ۲۴ پیوست و سرانجام پس از گذراندن ۱۶۷ روز در مدار زمین در روز ۱۵ سپتامبر ۲۰۱۰ (۲۴ شهریور ۱۳۸۹) به زمین بازگشت و در استپ‌های قزاقستان فرود آمد.

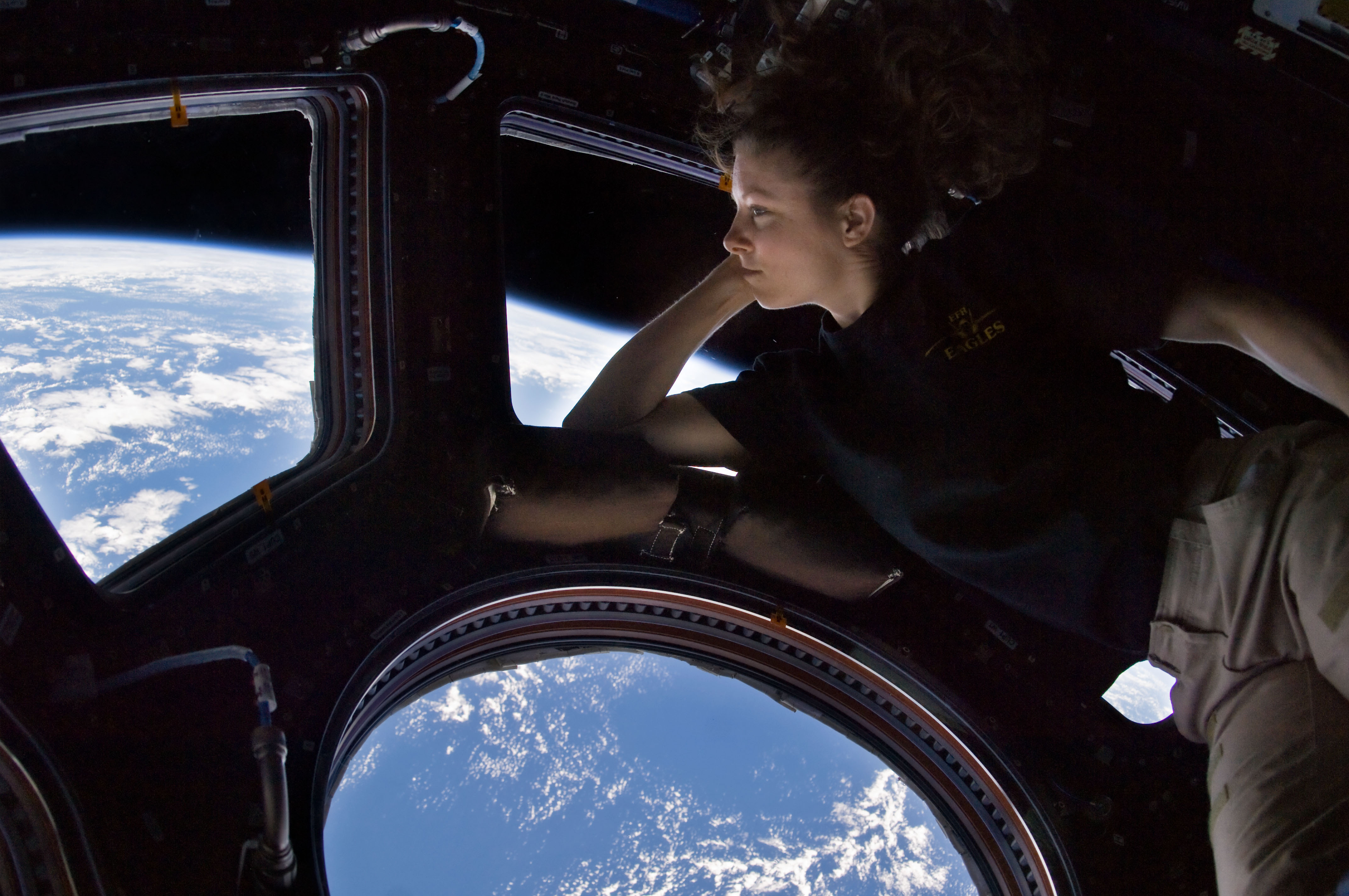
تریسی دایسن در ماژول کوپولای ایستگاه فضایی بین‌المللی

## زندگی شخصی

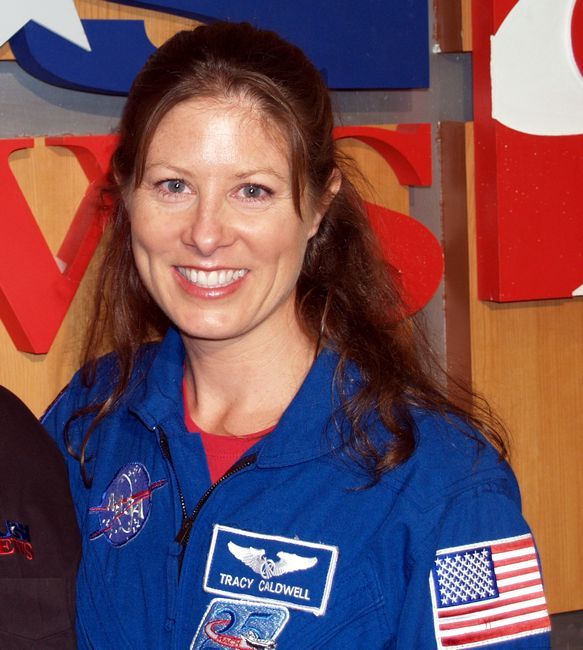
کالدول دایسن در جشن چهلمین سالگرد اولین فرود بر ماه، ۲۰۰۹

تریسی کالدول در آرکادیا در نزدیکی لس آنجلس در ایالت کالیفرنیا در ایالات متحده به دنیا آمد. خانواده‌اش پس از مدتی به شهر بیومونت نقل مکان کردند، و تریسی در همان شهر به دبیرستان رفت، جایی که پدرش به‌عنوان برق‌کار استخدام شده‌بود.
همسر وی جورج دایسن خلبان نیروی دریایی آمریکاست.
تریسی کالدول دارای گواهینامه خلبانی شخصی است، با زبان اشاره آمریکایی آشنایی دارد، زبان روسی می‌داند، و خوانندهٔ اصلی در یک گروه موسیقی متشکل از فضانوردان به نام Max Q است.

### تحصیلات
- دبیرستان بیومونت، بیومونت، کالیفرنیا، ۱۹۸۷[۲]
- کارشناسی شیمی، دانشگاه ایالتی کالیفرنیا در فولرتون، ۱۹۹۳[۱]
- دکترای شیمی-فیزیک، دانشگاه کالیفرنیا در دیویس، ۱۹۹۷[۱]